# Вила А Сеста (Сијена)
Вила А Сеста је насеље у Италији у округу Сијена, региону Тоскана.
Према процени из 2011. у насељу је живело 103 становника. Насеље се налази на надморској висини од 423 м.